# Томас, Элла
Элла А. Томас (англ. Ella A. Thomas; род. 15 августа 1981, Асмэра, Эритрея) — американская актриса, модель и продюсер из Эритреи.

## Биография
Элла родилась в смешанной семье, её мать эритейка из Асмэры, а отец офицер американских ВВС. Родители познакомились в Эритрее.
Когда она была ещё ребёнком, семья переехала в Германию, где они жили в небольшом городе Киндсбах. Там она ходила в местную немецкую школу. Элла также изучала французский язык, дома мать обучала её языку тигриньи и английскому. Примерно в это же время принимала участие в любительских театральных постановках. Периодически летала в Асмэру, чтобы навестить родственников.
Актёрскую карьеру начала со съёмок в телесериалах.
Элла сыграла роль агента Деборы Мид в сериале «C.S.I.: Место преступления Нью-Йорк», позже, сыграла одну из главных героинь, Анну Робертс, в мини-сериале «Буря» на канале NBC. Осенью 2009 года она появилась вместе с Брюсом Уиллисом в научно-фантастическом триллере «Суррогаты», который вышел в прокат 25 сентября 2009 года.
Одой из её самых узнаваемых её ролей стала роль Вивеки, в сериале HBO «Красавцы» и в роль невесты Пи Дидди Надин Олкотт в серале «C.S.I.: Место преступления Майами».
Элла также снялась в популярном сериале «Родители» с Моникой Поттер и Питером Краузе, а также в сериале «Касл» на канале ABC.
Она продолжительное время играет в различных сезонах сериала в «Морская полиция: Лос-Анджелес», В 2016 году снялась в фильме «Нина» вместе с Зои Салданой.
После этого сыграла одну из главных ролей в фильме «Портрет любви» на канале Hallmark Movie Channel с Фрэнсисом Фишером, а также в сериала канала HBO «Игроки» вместе с Дуэйном Джонсоном и Джоном Дэвидом Вашингтоном.
Элла также была представлена в редакционных разворотах американских модных журналов Vogue, Glamour и ELLE, а также появилась в рекламе таких компаний, как Gap, Tiffany & Co. и Levi’s, а также в рекламе автомобилей Lexus.
В 2016 году снялась в 4-м сезона сериала канала ABC «Любовницы», а также нового сериала Антуана Фукуа для DirectTV «ICE» в роли Лалы Агабария.
В роли детектива Изабель Найт она играла вместе с Кайрой Седжвик в сериале ABC «Десять дней в долине», а также присоединилась к актёрскому составу нового сериала CBS «Я, опять я и снова я».
Из последних ролей актрисы можно отметить её появление в сериалах «Супергёрл» и «Объезд».